# Silva Batuta
Wálter Machado da Silva, también conocido como Silva o Silva Batuta (Ribeirão Preto, 2 de enero de 1940-Río de Janeiro, 30 de septiembre de 2020) fue un futbolista brasileño que se desempeñó como delantero. Fue un delantero centro prolífico, siendo a menudo el máximo goleador de los clubes para los que jugó.

## Trayectoria

### Clubes
Se inicia en uno de los grandes clubes de su región, São Paulo F.C., con el que juega sólo ocho partidos. Luego se unió al gigante de Río de Janeiro, Botafogo, donde jugaría entre 1959 y 1961.
Sin embargo, lograría la fama finalmente en el Corinthians, en el que formó una formidable delantera junto con Flávio Minuano. Silva Batuta marcó más de 100 goles con el club paulista, manteniendo un promedio de 0,64 goles por partido. Luego regresó al vecino estado de Río de Janeiro para jugar en Flamengo, con el que se convirtió en el máximo goleador del equipo hasta ese momento.
En 1966 desembarca en Europa al ser comprado por el FC Barcelona. Sin embargo, debido a problemas en el momento en la Liga española con los jugadores extranjeros, Silva Batuta no jugaría ni un solo partido de liga. Él se ve entonces obligado a regresar a su país, donde es adquirido por el Santos, para luego regresar a uno de sus exequipos, el Flamengo.
Luego continuó su carrera en Argentina en 1969 y se unió a Racing Club de Avellaneda, convirtiéndose en el primer (y hasta hoy en día único) jugador brasileño en consagrarse como máximo goleador de la Primera División argentina, con 14 goles en el Torneo Metropolitano 1969.
Luego pasa al Vasco da Gama, en el que permaneció desde 1970 hasta 1974, y formó parte del equipo campeón del Campeonato Carioca de 1970, poniendo fin así a una sequía de 12 años para el club cruzmaltino. Terminó su carrera en el fútbol colombiano, jugando para el Atlético Junior de Barranquilla, en 1974.

### Internacional
Fue convocado a la selección brasileña para el Mundial disputado en Inglaterra en 1966  por el entonces entrenador Vicente Feola. Silva fue titular en el partido de primera ronda contra Portugal del 19 de julio de 1966 en Goodison Park, que terminó en victoria del conjunto luso por 3-1, quedando así eliminado Brasil del Mundial.

### Tras el retiro
Después de retirarse en 1974, trabajó como ojeador para el Flamengo, además de la organización de casamientos, bautismos y fiestas de graduación del club.

## Estadísticas

### Clubes
| Club          | País      | Año       | Partidos | Goles |
| ------------- | --------- | --------- | -------- | ----- |
| São Paulo     | Brasil    | 1956-1958 | 8        | 0     |
| Botafogo (RP) | Brasil    | 1959-1961 | 0        | 0     |
| Corinthians   | Brasil    | 1961-1964 | 140      | 89    |
| Flamengo      | Brasil    | 1965-1966 | 79       | 48    |
| FC Barcelona  | España    | 1966-1967 | 0        | 0     |
| Santos        | Brasil    | 1967      | ?        | 8     |
| Flamengo      | Brasil    | 1968      | 53       | 22    |
| Racing Club   | Argentina | 1969      | 28       | 18    |
| Vasco da Gama | Brasil    | 1970-1973 | 23       | 7     |
| Rio Negro     | Brasil    | 1973      | 11       | 2     |
| Junior        | Colombia  | 1974      | 20       | 11    |

### Selección nacional
| País   | Año  | Partidos | Goles |
| ------ | ---- | -------- | ----- |
| Brasil | 1966 | 6        | 2     |

## Palmarés

### Campeonatos Regionales
| Título              | Equipo        | País   | Año  |
| ------------------- | ------------- | ------ | ---- |
| Campeonato Carioca  | Flamengo      | Brasil | 1965 |
| Campeonato Paulista | Santos        | Brasil | 1967 |
| Campeonato Carioca  | Vasco da Gama | Brasil | 1970 |

### Distinciones individuales
- Máximo goleador de la Primera División de Argentina : 1

 Metropolitano 1969 (14 goles)
- Máximo goleador de la Recopa Mundial: 1

Recopa Mundial 1968 (3 goles)